# Barrage du Gleno
Le barrage du Gleno, en italien Diga del Gleno, est un barrage à voutes multiples d'Italie situé dans les Alpes bergamasques ayant connu une rupture en 1923. Les ruines du barrage en maçonnerie barrent toujours partiellement la petite vallée où il est implanté.

## Architecture
Le barrage est composé de voûtes multiples en maçonnerie. À la hauteur du Gleno, il forme un arrondi alors qu'il est rectiligne dans le reste de la vallée, formant même un angle droit en rive droite.

## Histoire

### Construction
L'idée d'un barrage est proposée en 1907 mais ce n'est qu'en 1916 que les travaux préparatoires commencent. En 1920, alors que les travaux des fondations sont en cours, les entrepreneurs remarquent que le ciment employé est de mauvaise qualité. Ces problèmes font modifier le projet en 1921, transformant le barrage poids initial en barrage à voûtes multiples. Celui-ci est alors construit sur les fondations existantes prévues pour le barrage poids afin de réaliser des économies.
Le barrage est terminé le 22 octobre 1923 et le réservoir se remplit immédiatement avec les fortes pluies. La centrale hydroélectrique est opérationnelle et a une capacité de 3 728 kW.

### Rupture
Le 1er décembre 1923 à 6 h 30, un contrefort de l'une des voûtes se fissure et cède, entraînant la rupture des voûtes voisines. En quelques minutes, les 4 500 000 m3 du réservoir se déversent dans la vallée en contrebas, noyant totalement ou en partie les villages de Bueggio, Dezzo et Corna di Darfo ainsi que la vallée jusqu'au lac d'Iseo, tuant au total 356 personnes,.
L'analyse du barrage révèle que sa rupture est due à un défaut de construction lié à l'emploi d'un ciment de mauvaise qualité, à l'intégration dans les fondations d'un mur anti-grenade de la Première Guerre mondiale, à un mauvais ancrage des fondations dans le substrat rocheux et à un remplissage trop rapide du réservoir alors que le ciment n'était pas suffisamment durci et n'avait pas encore atteint sa résistance mécanique complète.
Une autre hypothèse est celle d’un attentat visant à endommager le barrage qui aurait eu des effets bien plus dévastateurs que prévu du fait de cette mauvaise construction.

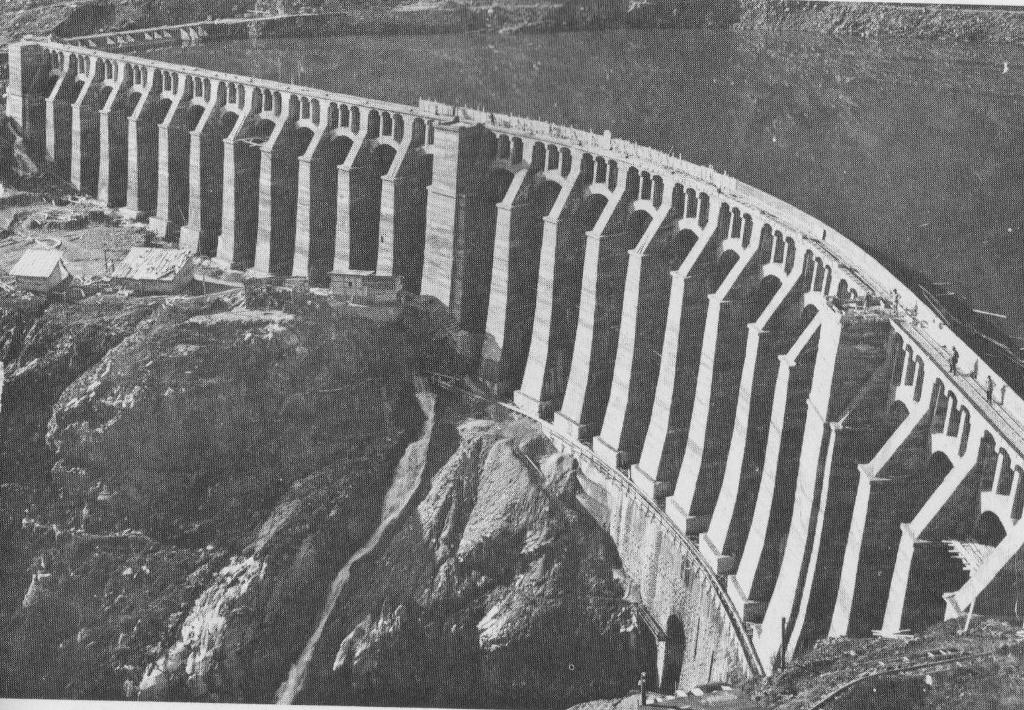
Le barrage du Gleno terminé en 1923.

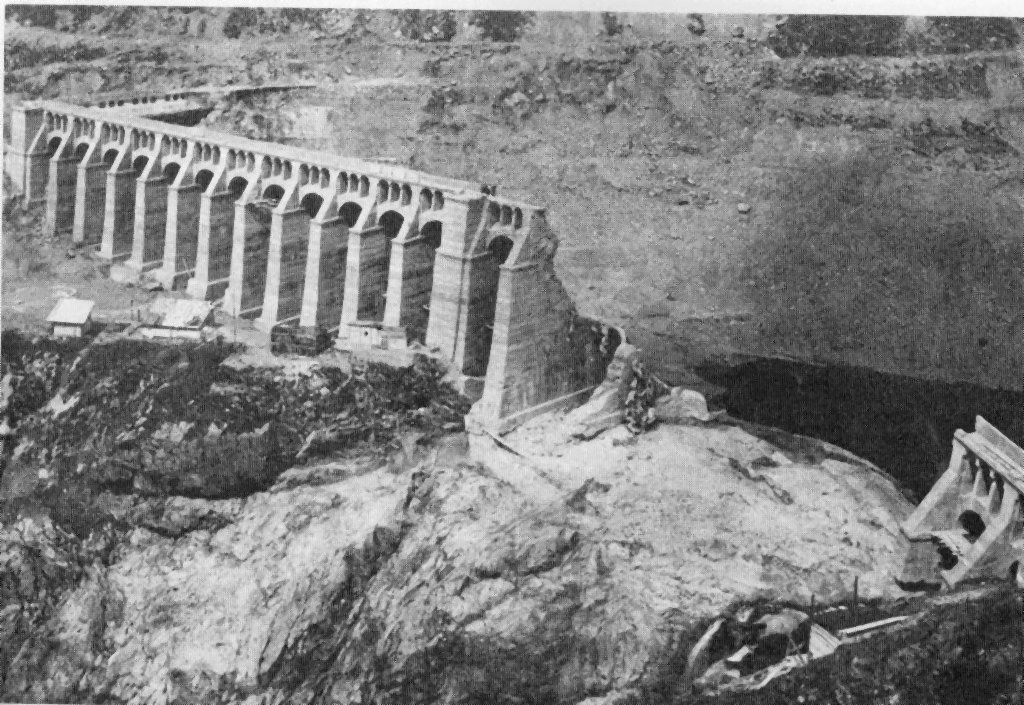
Le barrage du Gleno juste après sa rupture en 1923.

### Conséquences
Le barrage n'est pas reconstruit et laissé en l'état depuis sa destruction. Le réservoir existe toujours mais d'une capacité moindre, formant un petit lac de montagne en amont de la partie détruite du barrage.
Un monument à la catastrophe est érigé à proximité du barrage.
La rupture de ce barrage a influencé l'ingénierie en Italie puisque la construction de barrages à voutes multiples a par la suite été évitée dans le pays,.

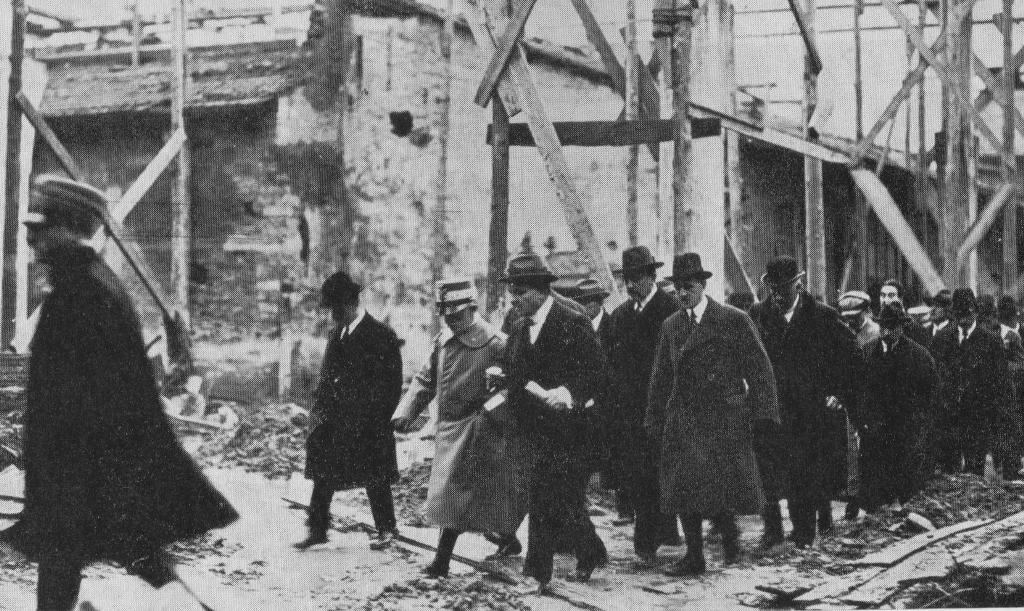
Visite de Victor-Emmanuel III à Darfo Boario Terme après la catastrophe.